# بريستول إم 1
بريستول إم 1 (بالإنجليزية: Bristol M.1)‏ هي طائرة مقاتلة أحادية السطح بريطانية من الحرب العالمية الأولى. أنتجت في بريطانيا. من صناعة شركة طائرات بريستول. كانت تستخدم بشكل أساسي من قبل الفيلق الجوي الملكي. كان أول طيران لها في 14 يوليو 1916. صنع منها 130 طائرة.

## المستخدمون
- الفيلق الجوي الملكي
- تشيلي